# Amuay
Amuay – miasto w stanie Falcón w północno-zachodniej Wenezueli, na półwyspie Paraguaná, nad Zatoką Wenezuelską. Znajdują się tu port morski i rafineria ropy naftowej. Rafineria Amuay wspólnie z pobliskimi rafineriami Cardón i Bajo Grande wchodzi w skład kompleksu rafineryjnego Centrum Rafinacji Paraguaná.